# Balthasar Woll
Balthasar Woll (Wemmetsweiler, 1º settembre 1922 – Wemmetsweiler, 18 marzo 1996) è stato un militare tedesco, soldato delle Waffen-SS durante la seconda guerra mondiale.